# Anna Hübnerová
Anna Hübnerová (rozená Justová, 1861 Praha-Malá Strana – 14. července 1891 Adamov) byla česká ochotnická divadelní herečka a členka vlasteneckých spolků, první manželka novináře a později ředitele Národního divadla v Brně Václava Hübnera.

## Životopis

### Mládí
Jejími rodiči byli Anton Just, měšťan (1811–1861) a Antonia Hochmanová-Justová-Trunečková (1834). Matka se po manželově smrti provdala roku 1867 za Josefa Hochmanna (1836–1899). Anna měla dva vlastní sourozence: JUDr. Antonína Justa (1858–1904) a Boženu Kvapilovou-Justovou (1859–1925) spisovatelku a malířku, manželku básníka Františka Kvapila a šest nevlastních: Josefu Hoffmannovou (1870), Antonii Krejčovou (1871), Josefa Hochmanna (1873), Jaroslava Hochmanna (1875), Ludmilu Hackenbergerovou (1877) a Miladu Vožickou (1880). Anna v mládí absolvovala vyšší dívčí školu v Praze, zde se mj. seznámila s pozdější herečkou Hanou Kvapilovou a následně je pak pojilo trvalé přátelství.
Od mládí byla činná v českém společenském životě, mj. jako ochotnická herečka. V letech 1876 až 1882 účinkovala při různých českých slavnostech a bazarech. V roce 1883 se v Praze provdala za novináře Václava Hübnera a následně se s ním odstěhovala do Litoměřic, města s výraznou německou populací, kde Hübner získal místo jako novinář. Mezi lety 1883 a 1885 se spolu s manželem angažovala ve českém spolkovém životě zde a v nedalekém Terezíně.

### V Brně
Po roce 1885 odešli manželé Hübnerovi do Brna, kde Václav Hübner začal pracovat jako redaktor českého deníku Moravská orlice. I zde se Hübnerová angažovala v českém veřejném životě: byla členkou výboru dámského spolku Vesna, dámského odboru Národní Jednoty a do poslední valné hromady jednatelkou spolku pěstounek a industriálních učitelek na Moravě. Iniciovala vznik a dvě vydání (1889 a 1890) literárního almanachu O bídě lidské, do nějž též příspěla předmluvou a jehož byla zároveň redaktorkou, expeditorkou i účetní. Rovněž pokračovala v ochotnické činnosti na moravském venkově, objevila se také na jevišti Národního divadla v Brně, tehdy sídlícího v Divadle na Veveří. 

### Úmrtí
V červnu 1891 jí lékaři zjistili srdeční vadu. 14. července téhož roku pak trávila večer u přátel ve Wurmově vile v Adamově. Okolo osmé hodiny večer se vzdálila od společnosti, aby užila svůj lék, načež klesla k zemi a byla na místě mrtvá. Pohřbena byla na hřbitově v Adamově. 
Druhou manželkou Václava Hübnera se pak stala herečka Marie Hübnerová (1865–1931), se kterou se oženil v roce 1893.